# Jiří Pospíšil (veldrijder)
Jiří Pospíšil (Bakov, 26 februari 1973) is een voormalig Tsjechisch veldrijder die in het verleden uitkwam voor onder andere Author, Morati en Olpran.
Toen in 2004 Stevens Jeantex, een actieve Duitse sponsor, een professionele ploeg werd, werd Pospíšil tot kopman benoemd. In die ploeg zat toen ook Paul Voss.
In februari 2004 werd bekend dat Pospíšil werd uitgesloten van de Tsjechische nationale ploeg nadat hij onenigheid had met Petr Kloucek, de bondscoach, na het Wereldkampioenschap veldrijden.

## Overwinningen
1995
- Cyclocross van Kolín

1996
- Tsjechisch kampioen veldrijden, Elite
- Cyclocross van Kosumberg
- Cyclocross van Teplice
- Cyclocross van Sankt-Gallen
- Cyclocross van Loštice
- Cyclocross van Holé Vrchy

1997
- Cyclocross van Magstadt
- Cyclocross van Mladá Boleslav
- Cyclocross van Keulen
- Cyclocross van Holé Vrchy
- Ziklokross Igorre

1998
- Cyclocross van Podbořany
- Cyclocross van Náměšť
- Cyclocross van Mladá Boleslav
- Cyclocross van Heřmanův Městec
- Cyclocross van Trier
- Cyclocross van Orlová

1999
- Tsjechisch kampioen veldrijden, Elite
- 2e etappe Vysočina
- Cyclocross van Loštice
- Cyclocross van Ostelsheim

2000
- Cyclocross van Ostelsheim
- Cyclocross van Dagmersellen

2001
- Cyclocross van Steinmaur
- Cyclocross van Louny
- Cyclocross van Podbořany
- Cyclocross van Ostelsheim
- Cyclocross Pilsen

2002
- Tsjechisch kampioen veldrijden, Elite
- Cyclocross van Podbořany
- Cyclocross van Loštice
- Cyclocross van Ostelsheim
- Cyclocross van Holé Vrchy
- Cyclocross van Zürich-Waid
- Cyclocross van Meilen

2003
- Cyclocross van Aigle
- Cyclocross van Holé Vrchy
- Cyclocross van Ostelsheim
- Cyclocross van Rüti
- Cyclocross van Meilen
- Cyclocross van Podbořany
- Ziklokross Igorre

2004
- Cyclocross van Podbořany
- Cyclocross van Hlinsko
- Cyclocross van Kayl
- Cyclocross van Holé Vrchy
- Cyclocross van Hittnau
- Cyclocross van Dagmersellen
- Cyclocross van Herford

## Grote rondes
Geen